# Rinvenimento
Il rinvenimento è un trattamento termico di un metallo eseguito al fine di ridurre gli effetti negativi della tempra sul materiale, nel caso questo presenti eccessiva durezza e quindi fragilità.
Dunque dopo una tempra segue un rinvenimento: questo duplice processo prende il nome di bonifica.
Nel rinvenimento si riscalda a temperatura T < Ac1 sufficiente a ripristinare la diffusività di un elemento presente in minore quantità nel metallo, in modo che tale elemento possa separarsi dalla matrice in forma finemente dispersa.

Un'applicazione tipica è la trasformazione della martensite e dell'eventuale austenite residua per riscaldamento di un acciaio. Gli stadi di questo processo, per un acciaio al solo carbonio, sono elencati di seguito.
- Primo stadio 80-160 °C: la martensite con C < 0,2% non ha trasformazioni di fase, ma solo un addensamento del C presso le dislocazioni; se C > 0,2%, la martensite si porta a una concentrazione di C dello 0,2% grazie alla precipitazione del carburo ε di composizione Fe2,4C, riducendo così le sue distorsioni reticolari e quindi la fragilità.
- Secondo stadio 100-300 °C: l'austenite residua si trasforma in bainite inferiore, con aumento del volume dell'acciaio.
- Terzo stadio 250-400 °C: la martensite con C = 0,2% e il carburo ε cominciano a trasformarsi in ferrite e cementite, formando la troostite di rinvenimento (simile alla Bainite) dove avviene il completo recupero dell'Austenite residua.
- Quarto stadio 400-700 °C: gli sferoidi minori di cementite accrescono quelli maggiori, dando origine alla sorbite di rinvenimento, e, continuando oltre i 600 °C, la ferrite ricristallizza in cristalli equiassici: si ottiene la "sorbite" una struttura caratterizzata da carburi con morfologia globulare e con ottime caratteristiche di tenacità (da non confondersi con la perlite globulare che si ottiene con i trattamenti di ricottura di globulizzazione).

Per un acciaio legato si può avere un quinto stadio: per temperature di rinvenimento oltre i 500 °C e tenori elevati di elementi si ha la precipitazione di carburi dei soli elementi metallici M (ad esempio MC o M2C), con conseguente nuovo aumento della durezza.
Esistono casi particolari in cui il rinvenimento può portare a fragilità:
- Fragilità a 250-400 °C, irreversibile: ne risentono gli acciai al carbonio e quelli bassolegati è nota anche come fragilità al blu (causa la colorazione che assume la superficie del materiale a tale temperatura). L'insorgenza del fenomeno è attribuibile alla precipitazione di carburi lungo i giunti grano, si pensa inoltre che quantità di fosforo o azoto possano promuovere il fenomeno. Con irreversibile si intende che riscaldando di nuovo alla stessa temperatura e raffreddando rapidamente non si ha un miglioramento della tenacità, occorrerà rinvenire a temperature più alte.
- Fragilità a 450-550 °C, reversibile: è nota anche come malattia di Krupp, probabilmente causata dalla formazione di carburi di cromo ai giunti dei grani, che abbassano la coesione intercristallina e provocano indebolimento.

Il fenomeno della fragilità al rinvenimento si ha quando nel passaggio lento nel campo di temperatura critico (circa tra i 300 e 500 °C) durante il rinvenimento avviene che per alcuni acciai diminuisce molto la resilienza, l'acciaio risulta ancora più fragile della martensite. Sono soggetti a questo fenomeno gli acciai a grana grossa (rispetto a quelli a grana fine) e gli acciai al cromo, cromo-nichel, manganese, cromo-manganese. Per eliminare il fenomeno della fragilità al rinvenimento ci sono tre possibilità:
1- Raffreddamento veloce dell'acciaio in modo che la caduta ai bordi dei cristalli non avvenga;
2- Rinvenimento eseguito a temperature inferiori all'intervallo critico (questo però non permette di ottenere la struttura sorbite, cioè quella tipica degli acciai da costruzione);
3- Aggiunta di elementi di alligazione (Molibdeno, Tungsteno) nell'acciaio in grado di eliminare questo fenomeno.

## Rinvenimento multiplo
Il trattamento di rinvenimento deve sempre essere eseguito immediatamente dopo la tempra o addirittura prima che il pezzo si raffreddi sotto gli 80 °C, così da evitare (o ridurre di molto) la formazione delle cricche.

Lo svantaggio di questa procedura è che si rischia di stabilizzare una certa quantità di austenite non ancora trasformata in martensite. Se però il rinvenimento è portato ad alta temperatura, per esempio fino a 500 °C negli acciai rapidi, non si trasforma più l'austenite in bainite, tuttavia la si impoverisce di carbonio, ne si innalza Ms e Mf e se ne favorisce infine la trasformazione in martensite.

Risulta quindi necessario un successivo rinvenimento, che tenacizza l'ultima martensite formatasi. Su acciai rapidi e alto legati si può arrivare fino a quattro rinvenimenti successivi.